# Tratado de Medina del Campo (1431)
O Tratado de Medina del Campo foi um tratado assinado em Medina del Campo em 30 outubro de 1431 entre o Reino de Castela e o Reino de Portugal para selar a paz após vários confrontos, incluindo a Batalha de Aljubarrota. O tratado foi assinado pelos reis João I de Portugal e João II de Castela e foi ratificado em Almeirim, em janeiro de 1432.

## Contexto Político
O controle do poder por Álvaro de Luna a partir de meados de 1429, e certamente a morte da princesa Beatriz de Portugal (filha de D. Fernando I de Portugal e da viúva de D. João I de Castela) ao remover o último obstáculo para a paz, estabeleceu as condições para a assinatura de um tratado de paz definitiva.
Marcou o fim de um longo período de confronto e estabeleceu as bases econômicas e políticas para um entendimento futuro. Durante vários anos, com base neste último acordo, as relações entre os dois reinos foram essencialmente amigáveis.